# Sismo na Grande Lisboa em 2025
Um sismo de magnitude 4.7, na escala de Richter, foi sentido no início da tarde de 17 de fevereiro, principalmente na região da Grande Lisboa .
O epicentro do abalo foi registado no Oceano Atlântico, a cerca de 14km a Oeste-Sudoeste do Seixal, e teve uma profundidade de 7km .
Após o sismo, no dia seguinte (18 de fevereiro), foram sentidas, ainda, duas réplicas de magnitudes 2.4 e 1.7, respetivamente, às 10h36 e 11h34 .